# Huaguxi
Le Huāgǔxì (chinois simplifié : 花鼓戏 ; chinois traditionnel : 花鼓戲 ; litt. « opéra des fleurs et tambours ») est une forme d'opéra populaire originaire de la province de Hunan, en République populaire de Chine, également joué dans les provinces de Hubei, Anhui et Guangdong. Il fait partie des formes régionales de l'Opéra chinois.
On trouve déjà des traces de style d'opéra en 1695, sous la dynastie Qing.
Il est initialement joué, comme la majorité des styles d'opéras chinois par deux représentants, jouant le rôle d'un homme et d'une femme (tous deux joués par des hommes), une version plus tardive y ajouta un jeune homme, comme troisième rôle.
Il est interprété accompagné de différentes instruments comme le datong (大筒, un huqin), yueqin (月琴, luth lune), dizi (笛子, flûte traversière de bambou), et suona (所拿 sorte de bombarde). Des instruments à percussion fournissent les tempos de base à la représentation.

## Formes particulières du Hunan
- Chángshā huāgǔxì (长沙花鼓戏 / 長沙花鼓戲), dans la préfecture de Chángshā ;
- Héngyáng huāgǔxì (衡阳花鼓戏 / 衡陽花鼓戲), dans la ville-district de Héngyáng ;
- Chángdé huāgǔxì (常德花鼓戏 / 常德花鼓戲), dans la ville-district de Chángdé ;
- Linglíng huāgǔxì (零陵花鼓戏 / 零陵花鼓戲), du quartier Linglíng de la ville-district de Yongzhou.
- yuèyáng huāgǔxì (岳阳花鼓戏 / 岳陽花鼓戲), dans la ville-district de Yueyang ;
- Shàoyáng huāgǔxì (邵阳花鼓戏 / 邵陽花鼓戲), dans la ville-district de Shaoyang.

### Galerie

Chángshā huāgǔxì
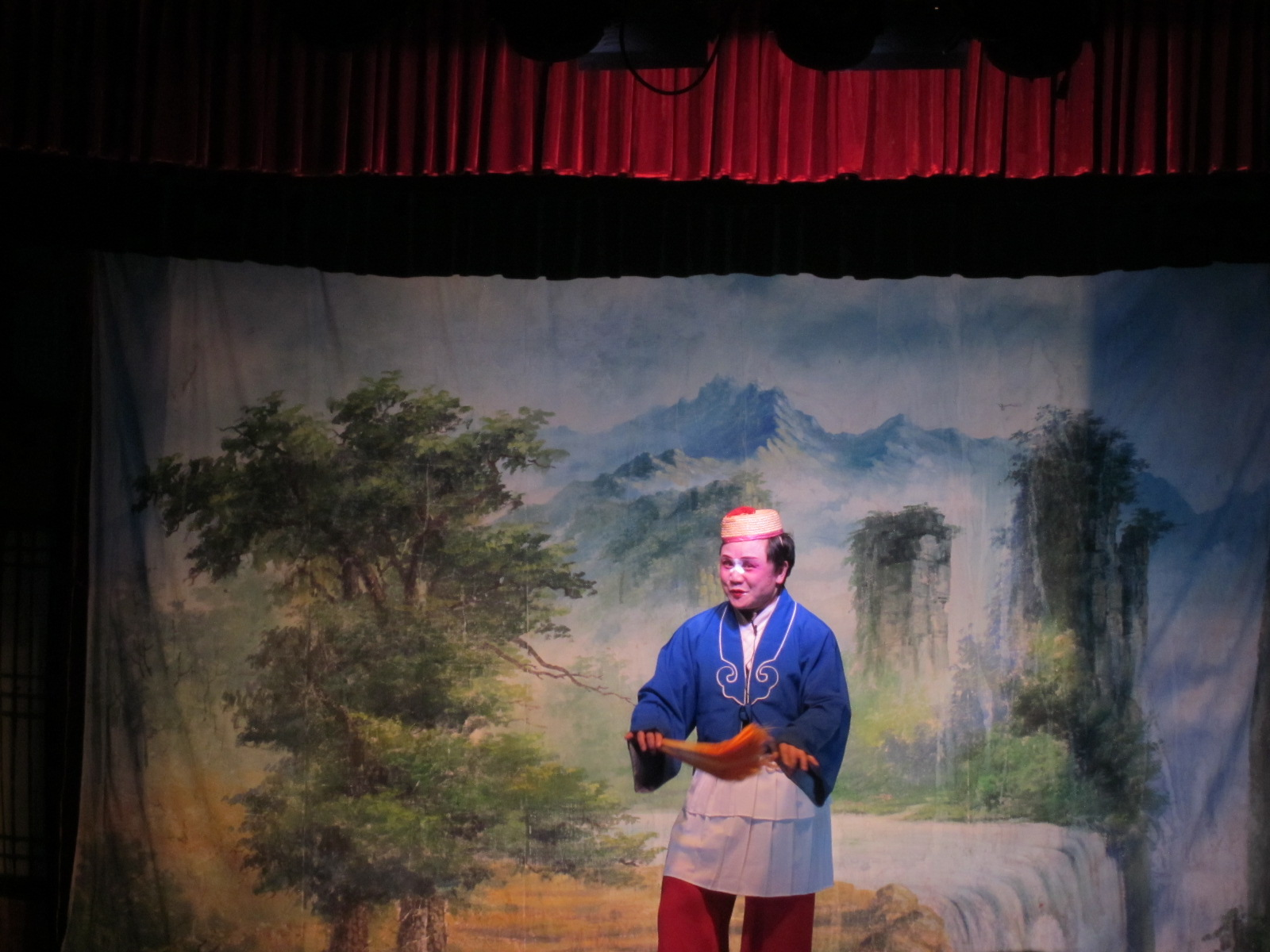
Bonffon (丑角, chǒujué) du style de Changsha
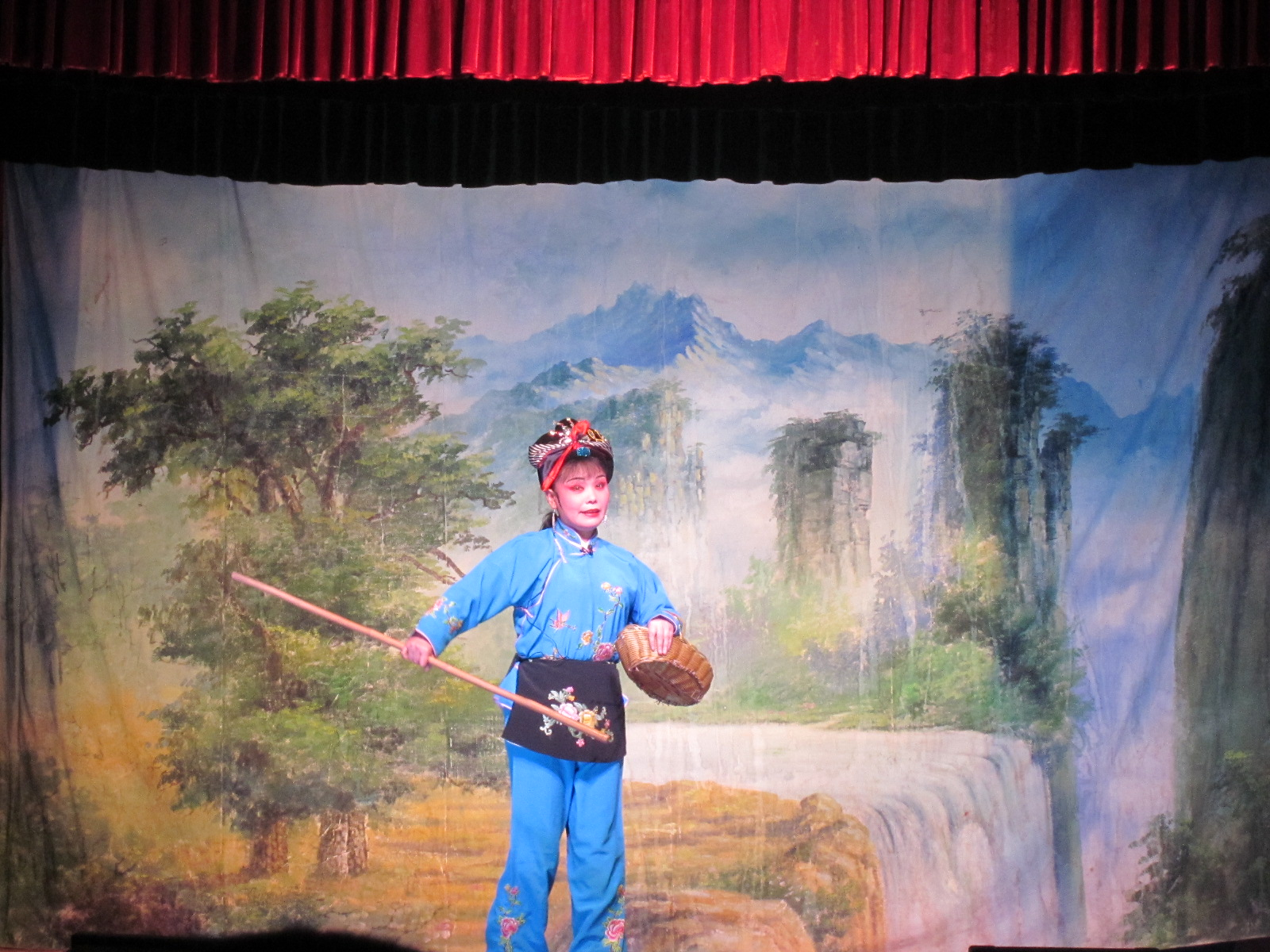
huādàn (花旦, rôle particulier de femme) du style de Changsha
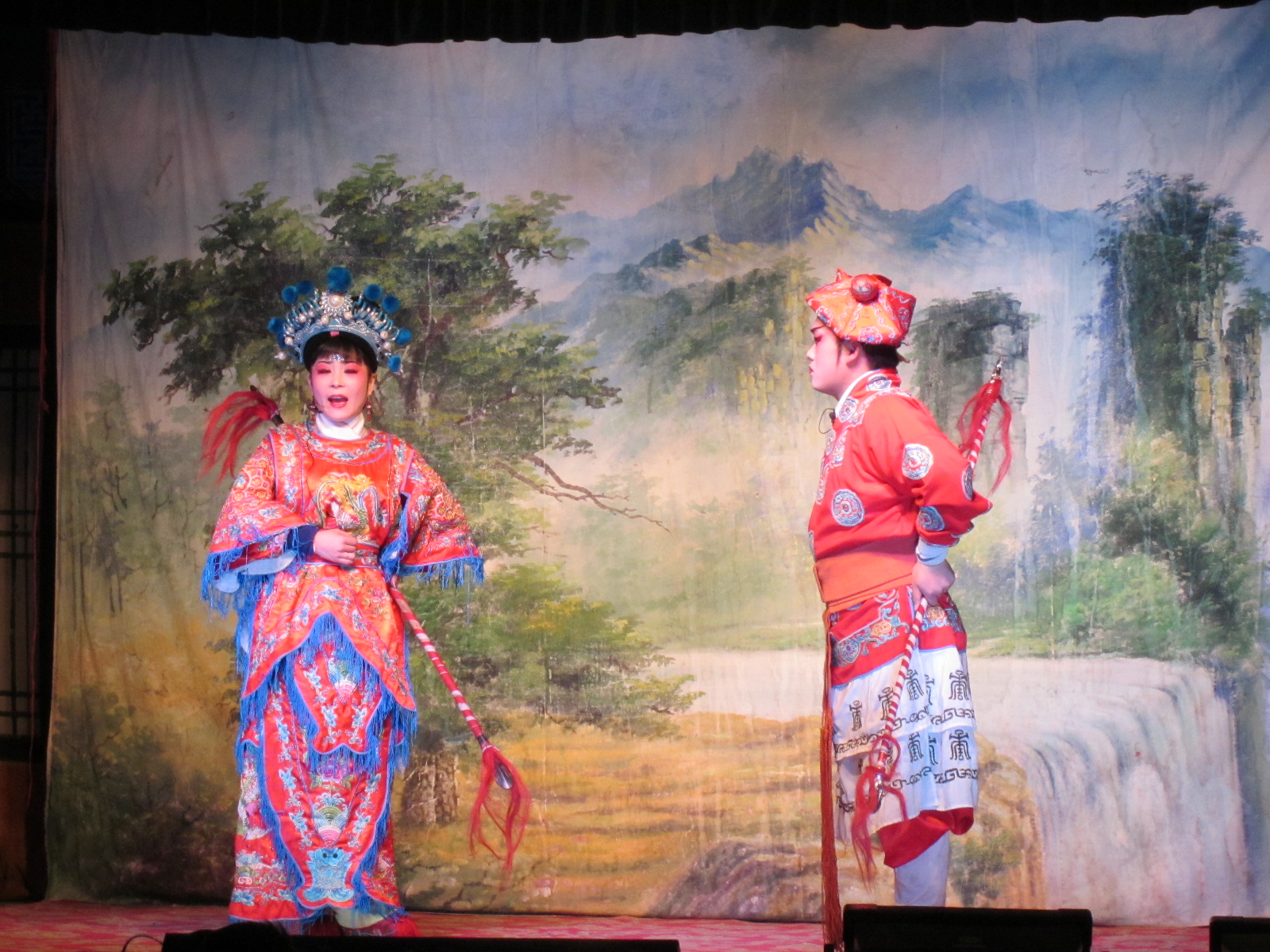
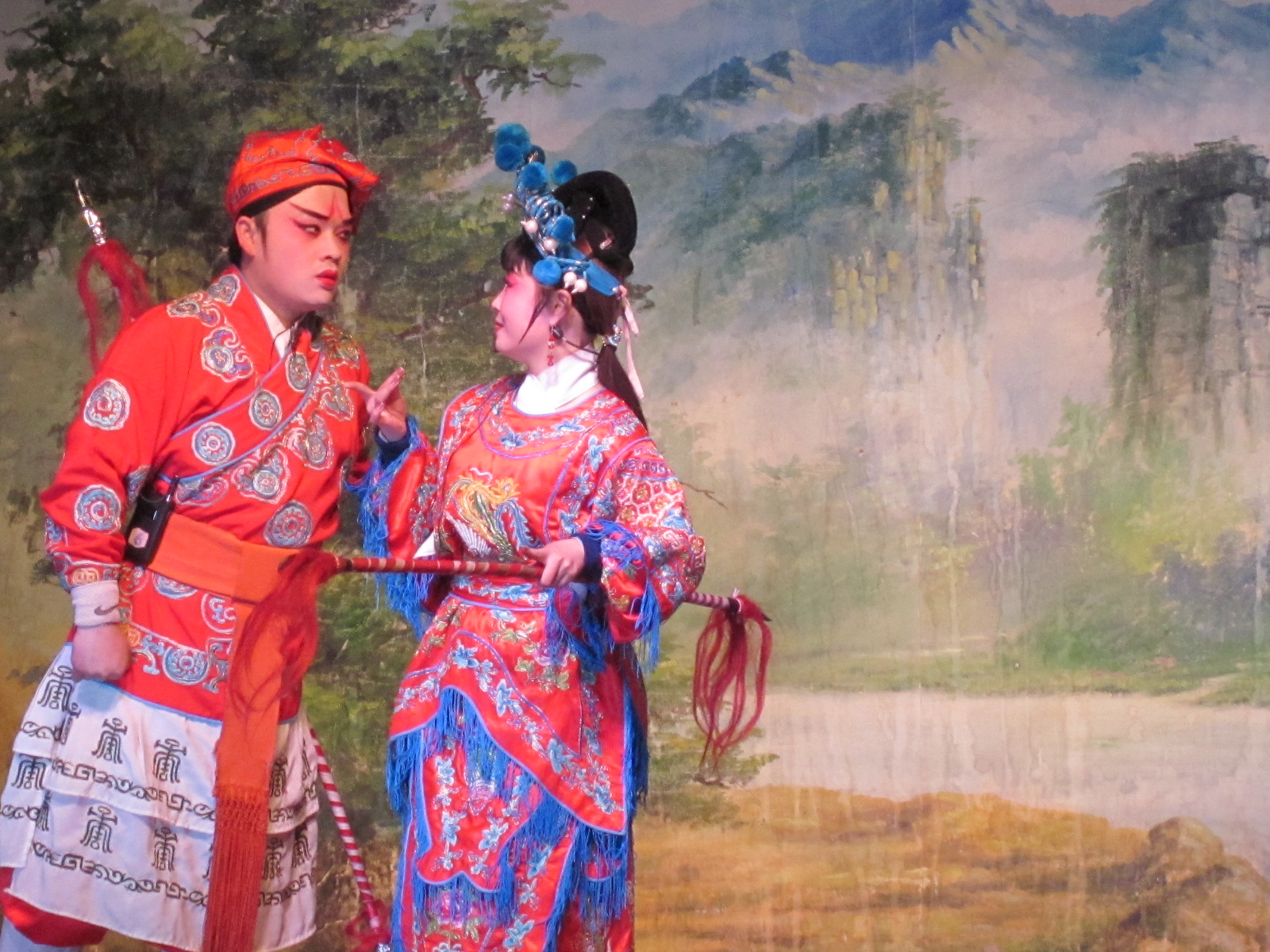

## Formes particulières du Hubei
- Jìngzhōu huāgǔxì (荆州花鼓戏 / 荊州花鼓戲, Jìngzhōu huāgǔxì), de la ville-préfecture de Jìngzhōu, province de Hubei.
- Autres formes : 东路花鼓戏, 远安花鼓戏, 襄阳花鼓戏, 郧阳花鼓戏, 随县花鼓戏, 黄孝花鼓戏, 天沔花鼓戏, 阳新花鼓戏, 黄梅采茶戏, 梁山调, 文曲戏, 提琴戏, 杨花柳, 恩施灯戏, 巴东堂戏

## Forme particulière du Anhui
- Fèngyáng huāgǔxì (凤阳花鼓戏), du xian de Fèngyáng ;
- Wǎnnán huāgǔxì (皖南花鼓戏), de la région du Wannan ;
- Huáiběi huāgǔxì (淮北花鼓戏), de la ville de Huáiběi.

## Forme particulière du Guangdong
- Lèchāng huāgǔxì (乐昌花鼓戏), de la ville-district de Lechang.

## Pièces célèbres
- liúhǎi kǎn qiáo (刘海砍樵/劉海砍樵), Hai Liu coupe du bois) est une pièce de cet opéra restée célèbre et encore interprétée dans toute la Chine
- Liúhǎi xì jīnchán (刘海戏金蟾/劉海戲金蟾), L'opéra de Hai Liu crapeau d'or).